# Mairac
Mairac (en francès Mayrac) és un municipi francès situat al departament de l'Òlt i a la regió d'Occitània.

## Demografia
| 1962                                       | 1968 | 1975 | 1982 | 1990 | 1999 | 2006 |
| ------------------------------------------ | ---- | ---- | ---- | ---- | ---- | ---- |
| 203                                        | 214  | 215  | 201  | 209  | 207  | 248  |
| Des de 1962: població sense dobles comptes |      |      |      |      |      |      |

## Administració
| Període   | Identitat           | Partit |
| --------- | ------------------- | ------ |
| 1989-1995 | Jean-Marie Lavergne |        |
| 1995-     | Thierry Laverdet    |        |